# Hylaeus kurdus
Hylaeus kurdus är en biart som först beskrevs av Warncke 1981.  Hylaeus kurdus ingår i släktet citronbin, och familjen korttungebin. Inga underarter finns listade i Catalogue of Life.